# Венгрыжановский, Денис Игоревич
Денис Игоревич Венгрыжановский (25 мая 2001, Гремячево) — российский хоккеист, нападающий.

## Биография
В детстве занимался хоккеем в ФОК города Кулебаки. В 2012 году перебрался в систему нижегородского «Торпедо». Играл в МХЛ за клуб «Чайка», в ВХЛ за фарм-клуб автозаводцев «Торпедо-Горький».
Осенью 2020 года дебютировал в КХЛ за «Торпедо». Впервые отличился в матче с ЦСКА (оформил дубль).